# Iouri Solomine
Iouri Mefodievitch Solomine (en russe : Ю́рий Мефо́дьевич Соло́мин) né le 18 juin 1935 à Tchita (URSS) et mort le 11 janvier 2024 à Moscou (Russie), est un acteur soviétique puis russe. 

## Biographie
Iouri Mefodievitch Solomine naît le 18 juin 1935 à Tchita en Sibérie orientale. Il grandit dans une famille de musiciens professionnels.
En 1953, Iouri Solomine intègre l'École supérieure d'art dramatique Mikhaïl Chtchepkine à Moscou. Il commence sa carrière de comédien en 1957 à Moscou au Théâtre Maly (Малый театр) d'abord dans les petits rôles, mais se fait rapidement remarquer. Il brille dans le rôle de Khlestakov dans la pièce de Gogol Le Revizor en 1966.

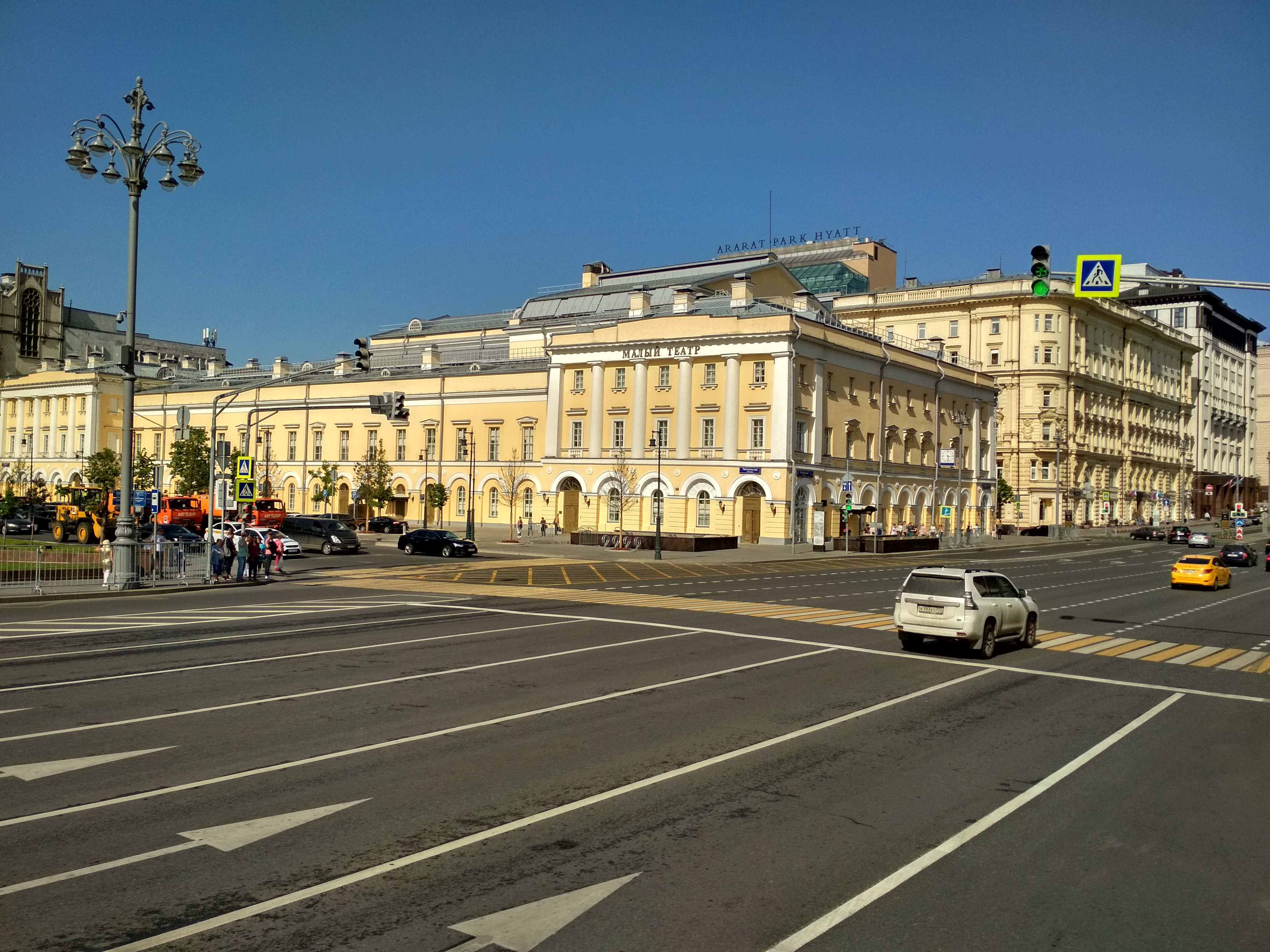
Le Théâtre Maly à Moscou (2018), où Iouri Solomine fait ses débuts, et dont il deviendra plus tard le Directeur artistique.

En 1970, Iouri Solomine joue à la télévision le rôle de capitaine Koltsov dans le film d'Evgueni Tachkov Adjudant de son Excellence (Адъютант его превосходительства) qui le rend célèbre. Vient ensuite en 1975 le film d'Akira Kurosawa Dersou Ouzala, où il tient le rôle d'Arseniev et qui remporte un succès international. Il se fait également remarquer dans l'un des rôles principaux du Chemin des tourments réalisé d'après le roman d’Alexis Tolstoï en 1977.

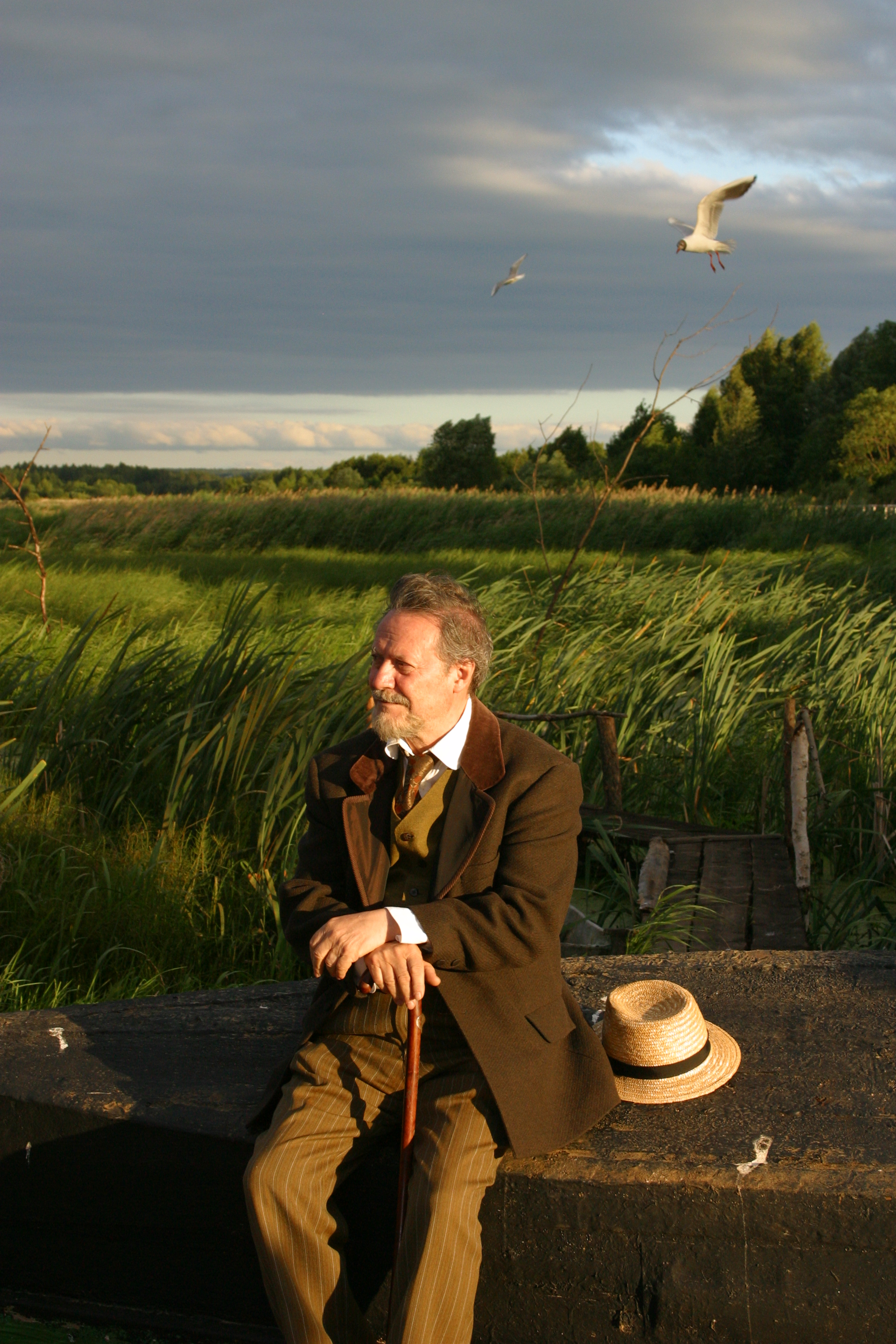
Iouri Solomine dans La Mouette (2005)

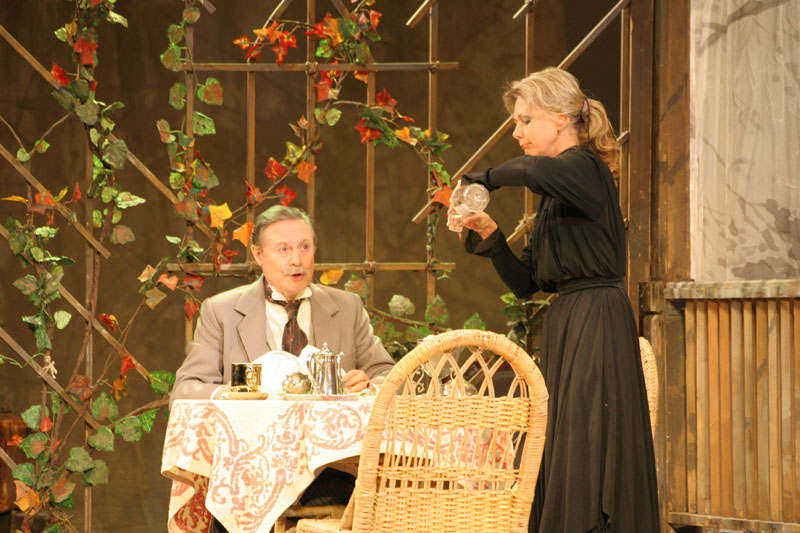
Youri Solomine et Aliona Okhloupina dans La Mouette de Tchekhov au Théâtre Maly (2008)

Iouri Solomine s'est aussi distingué comme réalisateur.
Depuis 1961, il enseigne à l'École de théâtre Mikhaïl Chtchepkine, à partir de 1986 en qualité de professeur. À partir de 1988, il est directeur artistique du Théâtre Maly.
En 1990-1991, il est ministre de la Culture de Russie.
Le 6 février 2012, il a été officiellement enregistré comme personne de confiance auprès du candidat à la présidentielle de la fédération de Russie et le Président russe du moment, Vladimir Poutine.
Il est membre de l'Union cinématographique russe, membre du conseil éditorial de l'Encyclopédie orthodoxe (Православная энциклопедия), président de l'association des théâtres dramatiques russes, président de la Fondation de la cathédrale Saint-Basile-le-Bienheureux de Moscou.
Iouri Solomine meurt à Moscou (Russie) le 11 janvier 2024, à l’âge de 88 ans. Il est inhumé au cimetière Troïekourovskoïe.

### Famille
Iouri Solomine est le frère aîné de l'acteur Vitali Solomine.

## Filmographie partielle
- 1966 : Adjudant de son Excellence (Адъютант его превосходительства) d'Evgueni Tachkov : Koltsov
- 1967 : Serdtse materi de Marc Donskoï
- 1968 : Le Printemps sur l'Oder (Весна на Одере) de Lev Saakov : capitaine Alexandre Mechtcherski
- 1969 : La Tente rouge de Mikhaïl Kalatozov : Troyani
- 1971 : Dauria de Viktor Tregoubovitch
- 1972 : Le Quatrième (Четвёртый) d'Aleksandr Stolper : Charles Howard
- 1973 : Le Blocus de Mikhaïl Yerchov
- 1975 : Dersou Ouzala d'Akira Kurosawa
- 1977 : Le Chemin des tourments d'après Alexis Tolstoï : Ivan Teleguine
- 1979 : La Chauve-Souris d'après l'opérette de Johann Strauss : le baron Eisenstein
- 1991 : Anna Karamazoff de Rustam Khamdamov
- 2004 : Une saga moscovite, feuilleton télévisé de Dmitri Barchtchevski : Boris Gradov
- 2005 : La Mouette de Margarita Terekhova d'après Tchekhov : Sorine
- 2008 : Russian Transporter (Непобедимый, Nepobedimy) d'Oleg Pogodine : général-lieutenant Rokotov